# Katarzyna Chwiałkowska
Katarzyna Weiss, po mężu Chwiałkowska (ur. 9 lutego 1970 w Mochach) – polska kajakarka, reprezentantka i mistrzyni Polski.

## Kariera sportowa
Była zawodniczką Iskry Wolsztyn (1982-1991), z przerwą na występy w barwach SMS Wałcz (1985-1989). W 1988 wystąpiła na Igrzyskach Olimpijskich w Seulu, zajmując 8. miejsce w konkurencji K-4 500 m (razem z Bożeną Książek, Jolantą Łukaszewicz i Elżbietą Urbańczyk). W tym samym składzie sięgnęła w 1988 po mistrzostwo Polski w konkurencji K-4 500 m. W 1989 była mistrzynią Polski w konkurencji K-1 5000 m. W tym samym roku wystąpiła na mistrzostwach świata, zajmując 8. miejsce w konkurencji K-4 500 m.
Była żoną Roberta Chwiałkowskiego.